# 伊大仁
伊大仁（Bishop Bernardino della Chiesa，O.F.M.1644年5月8日—1721年12月21日）方济各会会士、天主教福建代牧（1684-1687）、天主教北京教区主教（1690-1721）。
1644年5月8日，伊大仁出生于意大利威尼斯。1671年（27岁），晋升神父。1680年3月20日（35岁）委任为福建教区助理宗座代牧，领Argos主教衔。同年3月21日举行祝圣仪式。1684年10月29日委任为福建宗座代牧。1687年離任。1690年4月10日委任为天主教北京教区主教，驻北京郊區。
1721年12月21日，伊大仁在山东临清去世，享年77岁。